# Бельдюга довгаста
Бельдюга довгаста (Zoarces elongatus) — риба родини Zoarcidae, описаний Рудольфом Кнером у 1868 році. Вид є ендеміком північно-західної частини Тихого океану, таких як Японське та Охотське моря та Китай. Живе на глибині 0–50 метрів. Самці можуть досягати 30 см в загальну довжину.